# Бранко Јовановић
Бранко Јовановић (Београд, 14. децембар 1868 — Београд, 29. април 1921) био је српски и југословенски генерал, командант Коњичке дивизије у Првом светском рату, предавач на Војној академији и петоструки министар војске и морнарице Краљевине Срба, Хрвата и Словенаца од 1920. до 1921. године.

## Биографија
Бранко Јовановић се родио 14. децембра 1868. године у Београду, као син начелника министарства грађевина Николе Јовановића и Станке из породице Баба-Дудић. Завршио је Прву мушку реалну гимназију 1885. године и уписао Нижу школу Војне академије. Борио се у Српско-бугарском рату 1885. године као питомац. Академију је завршио 1888. године и добио чин потпоручника.
Наставио је школовање на Вишој школи Војне академије, коју је завршио 1892. године. Наредне године је постављен за ађутанта коњичког пука, а од 1894. до 1897. године је боравио на генералштабној обуци у петроградској војној академији.
Као мајор је преведен у генералштабну струку и добио команду над пешадијским батаљоном у 6. пешадијском пуку. Између 1900. и 1901. године је био начелник штаба прво Тимочке а затим и Дунавске дивизије, а потом постаје командант 1. коњичког пука о начелник штаба Коњичке дивизије. Истовремено је на Војној академији био наставник предмета Војна географија.
Учествовао је у Мајском преврату 1903. године и убиству краља Александра Обреновића и краљице Драге. Једно време је био ађутант краља Петра I Карађорђевића, до 1904. године. Ипак, остао је наставник престолонаследника Ђорђа Карађорђевића.
Од 1907. године је командовао коњичком бригадом. На почетку Првог балканског рата 1912. године, постављен је за команданта Коњичке дивизије. Услед тешког здравственог стања није преузео дужност, те је уместо њега командант постао кнез Арсен Карађорђевић.
У Првом светском рату је командовао Коњичком дивизијом, до јануара 1918. године, када је упућен на лечење.
Након рата је командовао Моравском дивизијском облашћу од 1918. до 1919. године.
Министар војске и морнарице је постао 19. фебруара 1920. године и обављао је ту функцију у другој влади Стојана Протића, првој и другој влади Миленка Веснића, тринаестој и четрнаестој влади Николе Пашића. Током министровања је обновио издавање војног часописа Ратник а у новембру 1920. године је покренуо и лист "Војнички гласник".
Преминуо је на Велики Петак 29. априла 1921. године у Београду, у свом стану у Страхињића Бана 79, од срчаног удара.

## Одликовања[3]
- Орден Карађорђеве звезде са мачевима 4. реда
- Орден Карађорђеве звезде са мачевима 3. реда
- Орден Белог орла са мачевима 4.реда
- Орден Белог орла са мачевима 3. реда
- Орден Белог орла са мачевима 2. реда
- Легија части 3. ред
- Ратни крст (грчки),
- Ратни крст (чехословачки),
- Орден Светог Маврикија и Лазара 2. реда (италијански),
- Орден Светог Спаситеља 1. реда (италијански)
- Споменице за учешће у ратовима 1885, 1912. и 1913. године.

## Унапређења у чинове
| Датум             | Чин         |
| ----------------- | ----------- |
| 1888.             | потпоручник |
| 20. октобар 1912. | пуковник    |
| 29. јун 1916.     | генерал     |